# 上布赞村委员会
上布赞村委员会（俄语：Верхнебузанский сельсовет）是俄罗斯联邦阿斯特拉罕州克拉斯内亚尔区所属的一个村委员会。其下辖有2个居民点，行政中心为上布赞。据2015年统计，该村委员会的人口为2122人。